# Ивановка (Альшеевский район)
Ивановка (баш. Ивановка) — упразднённый в 1986 году посёлок Никифаровского сельсовета Альшеевского района Башкирской АССР.

## История
В 1952 году — посёлок, входящий в Никифаровский сельсовет.
Исключен из учетных данных Указом Президиума ВС Башкирской АССР от 12.12.1986 N 6-2/396 «Об исключении из учетных данных некоторых населенных пунктов»).

## Географическое положение
Расстояние до:
- районного центра (Раевский): 33 км,
- центра сельсовета (Никифарово): 9 км,
- ближайшей железнодорожной станции (Аксёново): 4 км.